# Шахматный бланк

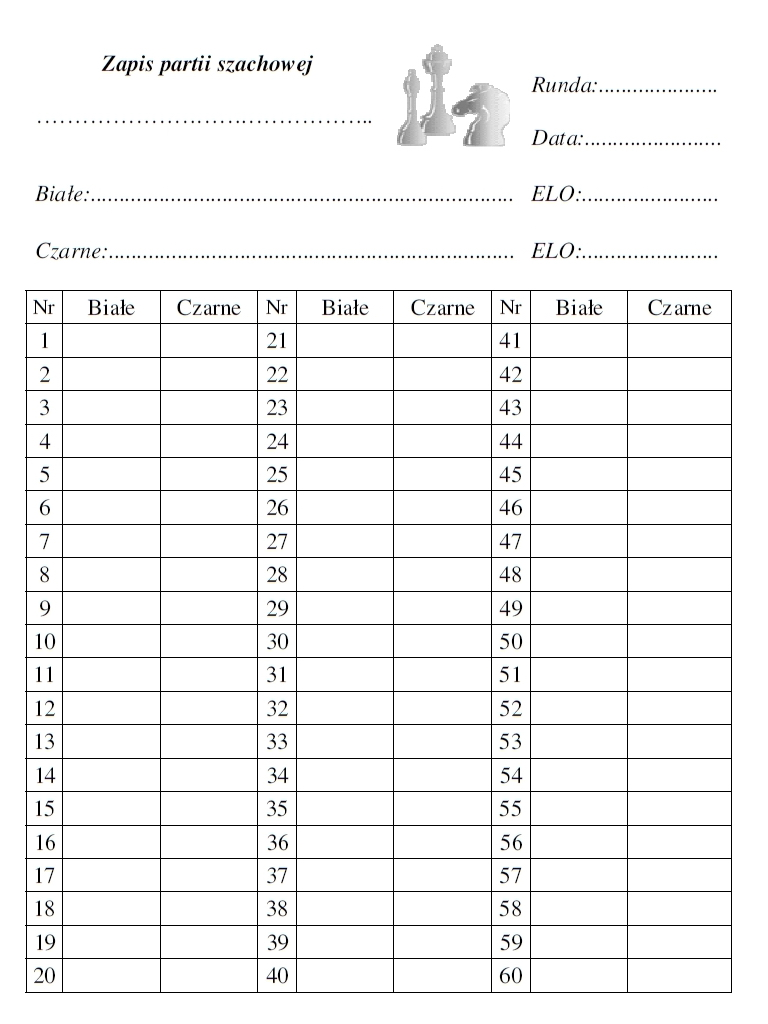
Бумажный шахматный бланк на польском языке

Шахматный бланк — документ или электронное устройство, на котором записываются ходы шахматистов, время на часах, предложения ничьей, вопросы, связанных с заявлениями, результат партии и другие соответствующие данные.
Бланк является собственностью организатора соревнования и сдаётся арбитру после окончания игры. Арбитр должен иметь возможность видеть бланки игроков в течение игры. Бракованные электронные бланки подлежат замене арбитром. Часто бланк может быть продублирован для участника состязания. Так шахматисты изучают ранее сыгранные партии после турнира.

## Запись ходов
При игре с классическим контролем времени, игроки обязаны записывать ходы, в противном случае (а также если на часах игрока осталось меньше пяти минут и отсутствует добавление 30 секунд и более) это необязательно. Сделав ход, игрок должен записать его на бланке. Если ход сделал соперник, игрок может или записать его, или сначала ответить своим ходом. Делать ход, не записав предыдущий, запрещено. Предварительная запись ходов разрешена только для заявлений о ничьей по троекратному повторению позиции либо правилу 50 ходов. Предложения ничьей должны записываться как «(=)». В случае отсутствия у игрока возможности записывать ходы, может быть предоставлен ассистент, время на часах которого устанавливается арбитром. Данное время не относится к игроку.
Если из-за нехватки у игроков времени на часах, они не записывают ходы, арбитр или его помощник должны пытаться записывать ходы. В таком случае, немедленно после падения флажка, часы должны быть остановлены, а игроки должны дописать ходы в своих бланках. Если не записывает ходы лишь один игрок, он должен переписать все ходы после падения флажка, перед тем как делать свой ход. Если этот игрок имеет право хода, он может воспользоваться бланком соперника, но обязан вернуть его до того, как сделает ход. Если нет ни одного полного бланка, ходы должны быть восстановлены на другой шахматной доске под руководством арбитра или его помощника, который должен предварительно записать текущую позицию, время на часах и чьи часы шли, количество сделанных ходов, если эта информация имеется.
Если бланки не могут быть восстановлены и показывают, что игрок просрочил время, следующий ход должен считаться первым в следующем периоде.

## Бумажный бланк

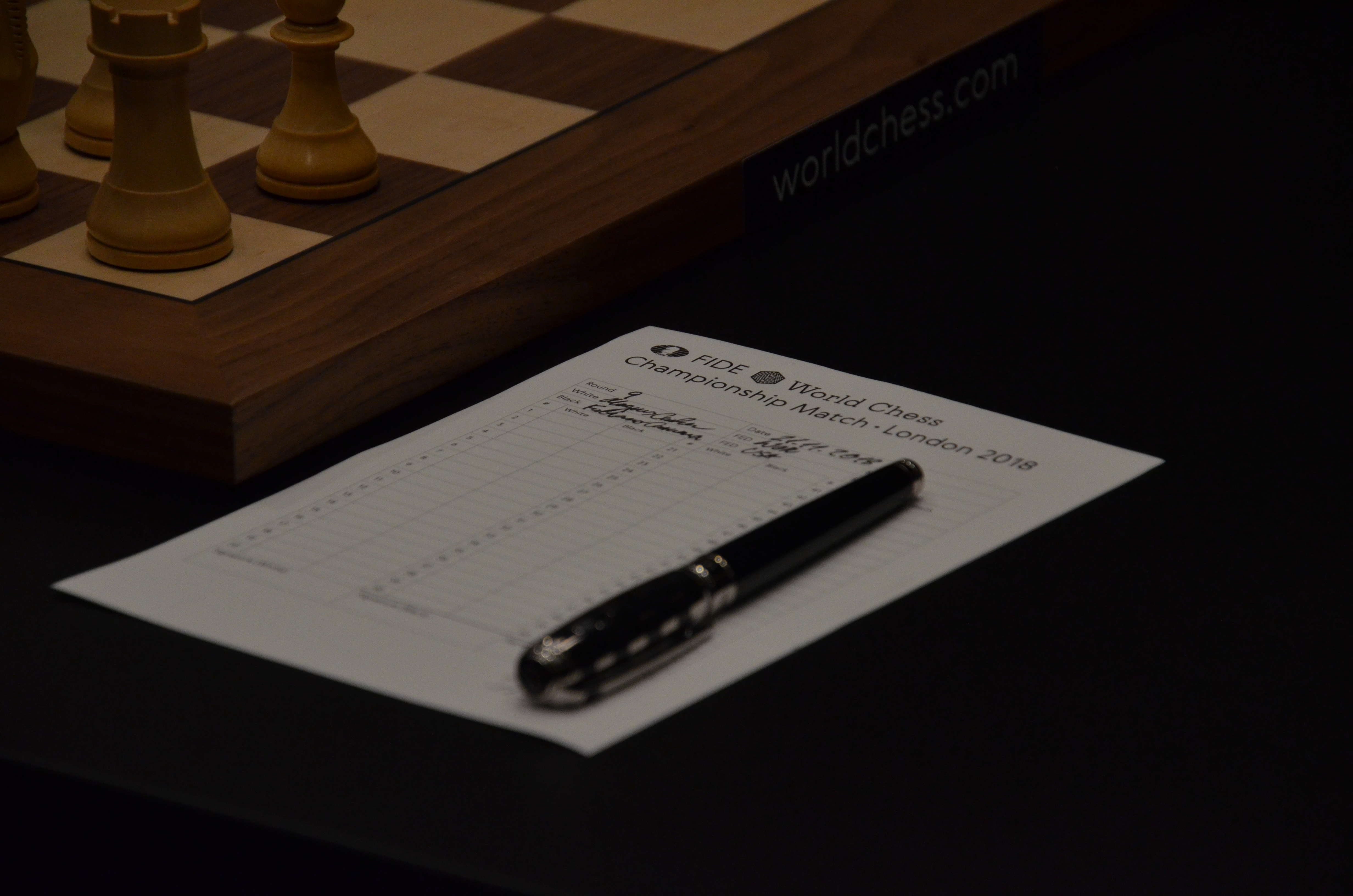
Бумажный шахматный бланк на матче за звание чемпиона мира по шахматам 2018

На бумажном бланке ходы записываются в алгебраической нотации. По окончании партии, оба игрока подписывают каждый из бланков с указанным в них результатом игры и сдают их арбитру.

## Электронный бланк

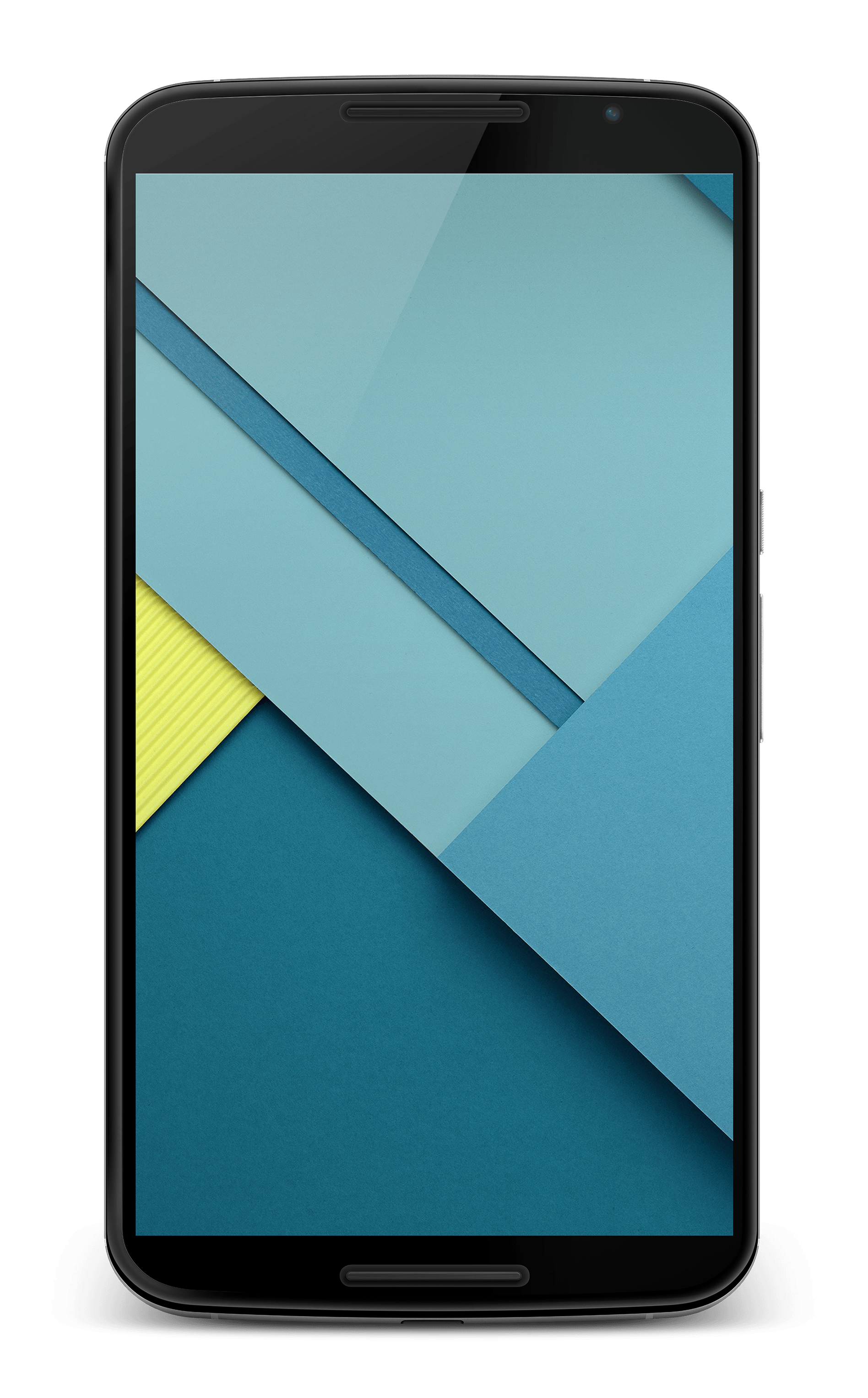
Устройство Nexus 6 может быть переделано под электронный бланк ChessNoteR

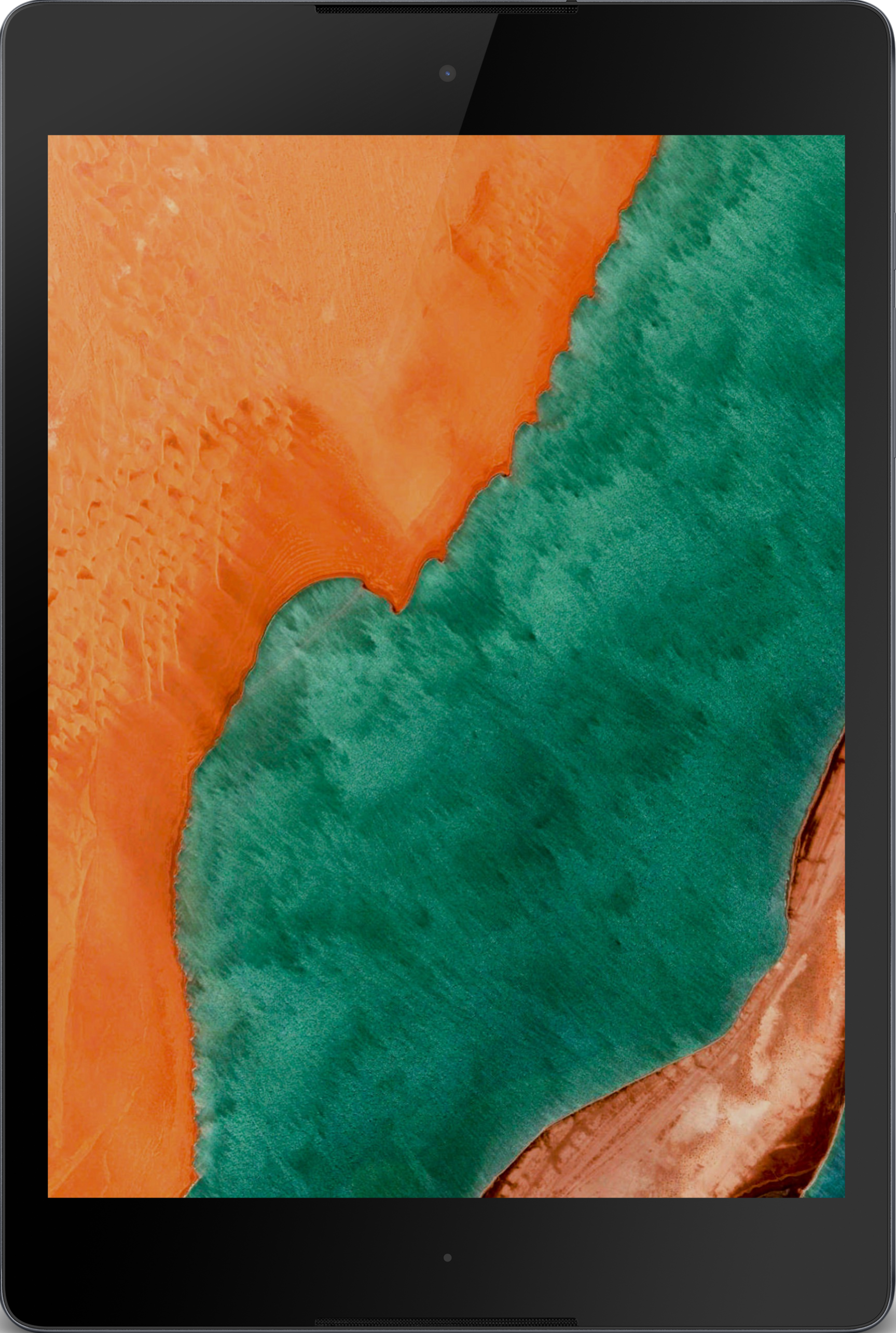
Устройство Nexus 9 может быть переделано под электронный бланк ChessNoteR

Электронный бланк — электронное устройство для записи ходов, которое заменяет бумажный бланк.
Требования к электронным бланкам:
- бланк должен быть предназначен для записи ходов, а не быть компьютером общего назначения;
- бланк должен соответствовать правилам ФИДЕ (в том числе шахматная нотация, однако буквы разрешается заменять изображениями фигур);
- на бланке должна присутствовать информация для идентификации его владельца;
- действия игроков с бланком должны записываться;
- размер бланка должен соответствовать размерам бумаги A5 или A6.

Предполагается, что и игроки, и организаторы турниров будут покупать и использовать свои устройства.

### Режим игры
Режим игры — режим электронного бланка, в котором происходит запись ходов. Когда игра заканчивается, игрок, судья или организатор турнира может включить этот режим[sic].
В режиме игры:
- нельзя переключаться в другие режимы во время игры
- нотация должна быть видна арбитру, но не обязательно все ходы
- видно, что включён этот режим
- нельзя выйти из этого режима случайно или умышленно, не уведомив соперника и арбитра. Это также должно быть видно этим лицам.
- должно быть индикатор разрядки батареи, который включается за не менее, чем восемь часов до её полной разрядки
- должно быть видно не менее 7 ходов в списке
- ходы записываются путём перемещения фигур на графической шахматной доске
- разрешена прокрутка списка ходов и их исправление
- игра считается завершённой, когда введён результат и имеются подписи обоих игроков. Подпись арбитра необязательна.
- игроки обязаны передать текст партии организатору соревнования
- разрешён ввод невозможных ходов (устройство не должно об этом сообщать или делать исправления), ввод времени на часах, предложений ничьей, и других обозначений, предусмотренных правилами. Если был не замечен мат или пат, должен быть разрешён ввод последующих ходов. Ввод времени на часах должен быть возможен в фигурной нотации[sic].
- разрешён ввод ходов только одной стороны, в случае цейтнота. Также вместо хода можно записывать прочерк.
- должен присутствовать счётчик ходов
- должна быть возможность начать запись сначала

### Режим арбитра
Режим арбитра — опциональный режим электронного бланка, целью которого является предоставление арбитру дополнительной информации. Он может быть активирован только арбитром, и в нём могут быть проверены:
- троекратное (пятикратное) повторение позиции
- правило 50 ходов (правило 75 ходов)
- мат или пат

В случае обнаружения невозможных ходов, арбитр может их отменить.

### Режим владельца
Режим владельца — опциональный режим электронного бланка, в котором могут быть добавлены дополнительные возможности, обязательно имеющие отношение к шахматам (кроме шахматных программ). Его нельзя включить во время игры. В нём должна быть указана информация о владельце бланка, а также о том, что включён данный режим.